# François Joseph Bosio

François Joseph Bosio

François Joseph Bosio (* 19. März 1768 in Monaco; † 29. Juli 1845 in Paris) war ein französischer Bildhauer und Zeichner. Sein Werk ist dem Klassizismus zuzuordnen.

## Leben
Bosio war ein Schüler des in Paris beheimateten Bildhauers Augustin Pajou, der in den 1790er Jahren zunächst in Italien für Kirchen arbeitete. Pajou förderte Bosio und erreichte, dass Napoleon ihm die Arbeiten an der Colonne Vendôme auf dem Place Vendôme übertrug. Mit dem Ertrag dieser Arbeit machte Bosio später eine Studienreise nach und durch Italien, auf der er die Werke der antiken Meister studierte.
Nicht nur Napoleon – der ihn mehrfach auszeichnete und ihn als Hofmaler für seine Familie anstellte – konnte Bosio überzeugen; auch Ludwig XVIII., der ihn zum Hofbildhauer ernannte und 1821 zum Ritter des Ordens von Saint-Michel erhob. Unter Karl X. wurde Bosio zum Baron geadelt.
Im Jahr 1816 erhielt er eine Professur an der Pariser Kunsthochschule.
Den Höhepunkt seiner Karriere erreichte Bosio mit der Ernennung zum Direktor der Akademie der Schönen Künste in Paris.
Er wurde auf dem berühmten Pariser Friedhof Père-Lachaise begraben.

## Rezeption
Obwohl Bosio schon früh zu seinem eigenen Stil gefunden hatte, erinnern seine Werke etwas an die von Antonio Canova. Mit seinen Figuren führte Bosio den klassischen und modernen Stil gefällig zusammen. Die Harmonie der von ihm dargestellten Bewegung unterstreicht immer die Dramatik des Geschehens.
In Deutschland wurde sein Hyazinth, ein Geschenk des Künstlers an Friedrich Wilhelm III., wegen der hier fast vergessenen Technik des (besonders dünnwandigen) Bronzegusses euphorisch gefeiert. Johann Gottfried Schadow und sein Schüler Christian Daniel Rauch bemühten sich anschließend um dessen Wiederbelebung mit Hilfe französischer Gießer.

## Werke (Auswahl)

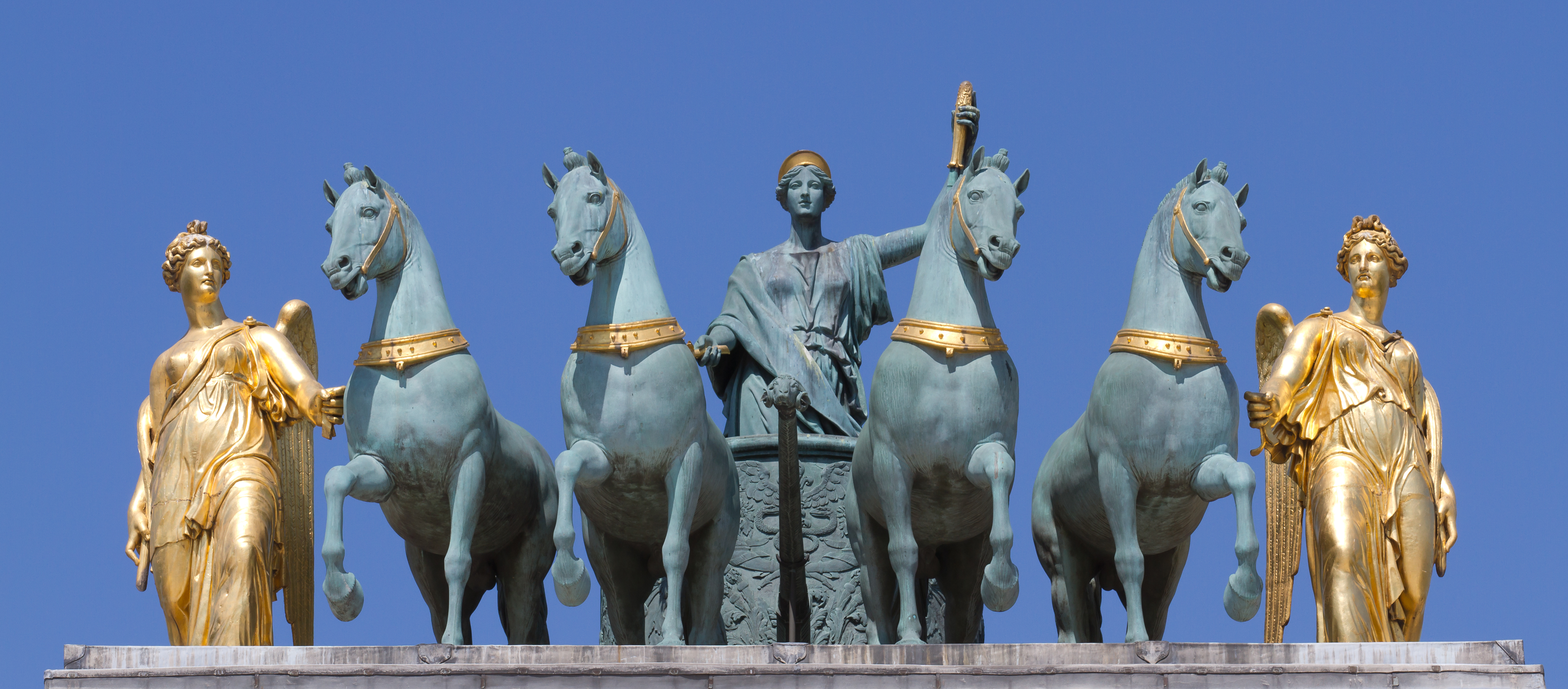
Friedensbringer mit Triumphwagen, 1828, Im Jardin des Tuileries, Paris (1828)

– wenn möglich, chronologisch nach Herstellungsjahr geordnet –

### In den USA
- Im Dallas Museum of Art befinden sich die Büsten von
  - Prinzessin Katharina von Württemberg (um 1810–1815) und
  - Kaiserin Marie-Louise von Frankreich (1810–1815).
- Das Metropolitan Museum of Art in New York besitzt die Büste der
  - Königin Marie Amélie von Frankreich (1841).

### In Frankreich
- 1816: Hyacinth, Marmorstatue, Louvre[3]
- 1817: Herzog von Enghien, (Standbild)
- Aristäus, Gott des Gartens, Marmor[4]
- Herkules im Kampf mit Achelous in Gestalt einer Schlange, Bronze, Gärten der Tuilerien[5]
- 1822: allegorische Figur Frankreichs (über 2 m hoch, umgeben von der Geschichte und einer Gruppe von Genien) am Denkmal für den Pariser Justizpalast

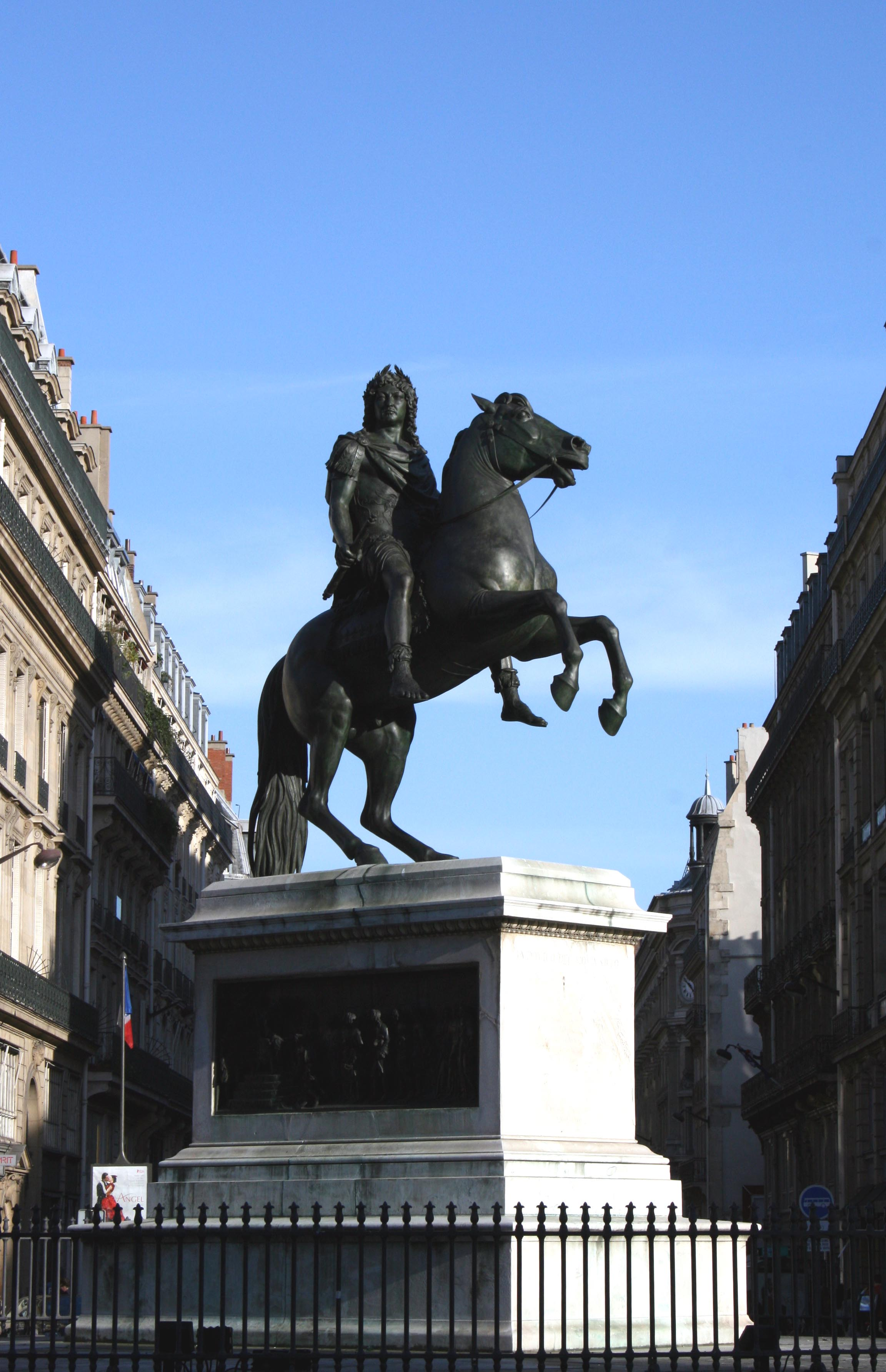
Louis XIV.

- 1822: Ludwig XIV., (Reiterstandbild am Place des Victoires)
- 1823: Heinrich IV. als Kind[6]
- 1824: Quellnymphe Salmacis, Louvre[7]
- Jérôme Bonaparte, Ajaccio Korsika, Musée Fesch
- 1843: Königin Marie-Amélie von Sizilien, Louvre[8]
- Karl X., (Louvre)[9]

### In Russland
- 1808: Cupido mit Bogen, Eremitage, St. Petersburg
- 1830: Graf Demidow, (Bronzemonument)

### In Deutschland
- 1817 (Bronzeguss 1827): Hyazinth, Friedrichswerdersche Kirche

## Berühmte Schüler von Bosio
- Francisque Joseph Duret
- Antoine Étex: 1823
- Philippe Grass: 1820 bis 1823